# Lamuk (Kejobong)
Lamuk is een bestuurslaag in het regentschap Purbalingga van de provincie Midden-Java, Indonesië. Lamuk telt 3030 inwoners (volkstelling 2010).